# Друніна Юлія Володимирівна
Юлія Володимирівна Друніна (10 травня 1924, Москва, СРСР — 21 листопада 1991, там же) — радянська поетеса та письменниця, учасниця Другої світової війни. Авторка патріотичної воєнної поезії. Членкиня Спілки письменників СРСР. Секретарка Спілки письменників СРСР та Спілки письменників Російської РФСР. Народний депутат СРСР. Дружина поета Миколи Старшинова (з 1945 по 1960 роки), кіносценариста Олексія Каплера (з 1960 по 1979 роки).

## Життєпис
Юлія Друніна народилася 1924 року в Москві. Батько — історик і педагог Володимир Павлович Друнін (1879—1942), працював учителем історії в 1-й московській спецшколі ВПС; мати — Матильда Борисівна Друніна (1900—1983), працювала в бібліотеці і давала уроки музики.
Жили в комуналці, бідно. З 1931 року Юлія навчалася в московській школі № 131, де викладав її батько. З дитинства вона любила читати і не сумнівалася, що буде літераторкою. В 11 років почала писати вірші. Відвідувала літературну студію при Центральному Будинку художнього виховання дітей, що знаходилася в приміщенні Театру юного глядача. Наприкінці 1930-х років брала участь у конкурсі на кращий вірш. В результаті, її вірш «Ми разом за шкільною партою сиділи…» було надруковано в «Учительській газеті» і передано по радіо.
Після початку німецько-радянської війни, додавши собі рік (у всіх її документах згодом було написано, що вона народилася 10 травня 1924 року), 16-річна Юлія Друніна записалася в добровільну санітарну дружину при РТЧХ (Російське товариство Червоного Хреста), працювала санітаркою в головному госпіталі. Закінчила курси медсестер. Наприкінці літа 1941 року, з наближенням німців до Москви була направлена на будівництво оборонних споруд під Можайськом. Там під час одного з авіанальотів вона загубилася, відстала від свого загону і була підібрана групою піхотинців, яким потрібна була санітарка. Разом з ними Друніна потрапила в оточення і 13 діб пробиралася до своїх по тилах супротивника.
Саме в цьому піхотному батальйоні — вірніше, в тій групі, що залишилася від батальйону, який потрапив в оточення, — Юлія зустріла свою першу любов. У віршах і в спогадах вона називала його Комбат, але ніде не згадувала його імені, хоча пам'ять про нього пронесла через усю війну і зберегла назавжди. Вже в самому кінці найважчого шляху, при переході лінії фронту, коли в групі залишалося всього 9 бійців, командир батальйону підірвався на протипіхотній міні. Разом з ним загинули ще двоє бійців, а Друніну сильно оглушило.
Опинившись знову в Москві восени 1941 року, Юлія Друніна незабаром разом зі школою, в якій директором був її батько, була евакуйована в Сибір, в Заводоуковськ, Тюменської області. Їхати в евакуацію вона не хотіла і погодилася на від'їзд тільки за тяжко хворого батька, який переніс на початку війни інсульт. Батько помер на початку 1942 року на руках доньки після другого удару. Поховавши батька, Юлія вирішила, що більше її в евакуації ніщо не тримає, і поїхала до Хабаровська, де стала курсанткою Школи молодших авіаційних спеціалістів (ШМАСУ).

У шкільні роки я була, так би мовити жрицею чистого мистецтва. Писала тільки про кохання, переважно неземне, про природу, звичайно, екзотичну, хоча не виїжджала нікуди далі дачного Підмосков'я. Замки, лицарі, прекрасні дами упереміш з ковбоями, лампасами, пампасами і кабацькими гультяями — коктейль з Блока, Майна Ріда та Єсеніна. Все це мирно співіснувало в цих жахливих віршах. Ми прийшли на фронт прямо з дитинства. З віршів моїх відразу, як вітром, видуло і циганок, і ковбоїв, і пампаси з лампасами, і прекрасних дам.

Навчання в школі стало для Друніної черговим кошмаром — дуже «соціально неоднорідний» колектив її оточував, технічна наука давалася важко. Через деякий час дівчатам — молодшим авіаспеціалісткам — оголосили, що їх замість відправки у військові частини переводять до жіночого запасного полку. Перспектива опинитися далеко від фронту здавалася для Друніної жахливою. Дізнавшись про те, що дівчат-медикинь, в порядку винятку, все ж направлять в діючу армію, вона спішно знайшла своє свідоцтво про закінчення курсів медсестер і вже через кілька днів отримала направлення до санітарного управління 2-го Білоруського фронту.
Після прибуття на фронт Юлія Друніна отримала призначення в 667-й стрілецький полк 218-ї стрілецької дивізії. У цьому ж полку воювала санінструкторка Зінаїда Самсонова (загинула 27 січня 1944 року, посмертно удостоєна звання Героя Радянського Союзу), якій Друніна присвятила один з найбільш проникливих своїх віршів «Зінько».
В 1943 році Друніна була важко поранена — осколок снаряда увійшов в шию зліва і застряг всього за пару міліметрів від сонної артерії. Не підозрюючи про серйозність поранення, вона просто замотала шию бинтами і продовжувала працювати — рятувати інших. Приховувала, поки не стало геть погано. Прокинулася вже в шпиталі і там дізналася, що була на волосину від смерті. В госпіталі, В 1943 році, вона написала свій перший вірш про війну, який увійшов до всіх антологій військової поезії:
Я тільки раз бачила рукопашний,

Раз наяву. І тисячу - у сні.

Хто говорить, що на війні не страшно,

Той нічого не знає про війну.
Після лікування Друніна була визнана інвалідом й комісована. Повернулася до Москви. Спробувала вступити до Літературного інституту, але невдало — її вірші були визнані незрілими. Не потрапивши в інститут, залишатися в Москві не захотіла і вирішила повернутися на фронт. На щастя, її визнали придатною до стройової служби.
Друніна потрапила в 1038-й самохідний артилерійський полк 3-го Прибалтійського фронту. Воювала в Псковській області, потім у Прибалтиці. В одному з боїв її було контужено і 21 листопада 1944 року визнана непридатною до несення військової служби. Закінчила війну в званні старшини медичної служби. За бойові заслуги була нагороджена орденом Червоної зірки і медаллю «За відвагу».
У грудні 1944 року Юлія Друніна знову повертається в Москву. Незважаючи на те, що йшла вже середина навчального року, вона відразу ж прийшла в Літературний інститут і стала відвідувати заняття першого курсу. Вигнати інваліда війни ніхто не наважився. У Літературному інституті наприкінці 1944 року Юлія Друніна познайомилася зі своїм однокурсником, фронтовиком, комісованим через поранення, і починаючим поетом Миколою Старшиновим. Незабаром вони одружилися. У 1946 році народила дочку Олену. Через одруження і народження дочки Друніна пропустила кілька років навчання в інституті і закінчила його тільки в 1952 році. Віршів у той період не писала. Молода сім'я тулилася в маленькій кімнатці, в загальній квартирі, жили дуже бідно, впроголодь. У 1960 році Друніна і Старшинов розлучилися.
В одному з листів, написаних перед смертю, Друніна так описувала свої переживання: «…Чому йду? По-моєму, залишатися в цьому жахливому, створеному для ділків із залізними ліктями світі, такому недосконалому суті, як я, можна, лише маючи міцний особистий тил…».
На початку 1945 року в журналі «Знамя» була надрукована добірка віршів Юлії Друніної, у 1948 році — вірші «В солдатській шинелі». У березні 1947 року Друніна взяла участь у Першому Всесоюзному нараді молодих письменників, була прийнята до Спілки письменників, що підтримало її матеріально і дало можливість продовжувати свою творчу діяльність. У 1948 році вийшла перша книга віршів Юлії Друніної «В солдатській шинелі».
У наступні роки збірники виходили один за іншим: в 1955 році — збірка «Розмова з серцем», в 1958 році — «Вітер з фронту», в 1960 році — «Сучасники», в 1963 році — «Тривога» та інші збірки. У 1967 році Друніна побувала в Німеччині, в Західному Берліні. Під час поїздки по ФРН її запитали: «Як Ви зуміли зберегти ніжність та жіночність після участі в такій жорстокій війні?». Вона відповіла: «Для нас весь сенс війни з фашизмом саме в захисті цієї жіночності, спокійного материнства, добробуту, миру для нової людини».
У 1970-ті роки виходять збірки: «У двох вимірах», «Я родом не з дитинства», «Окопна зірка», «Не буває кохання нещасливого» та інші. У 1980 році — «Бабине літо», в 1983 році — «Сонце — на літо». Серед небагатьох прозових творів Друніної — повість «Аліска» (1973), автобіографічна повість «З вершин…» (1979), публіцистика.
У 1954 році Юлія Друніна вступила на сценарні курси при Спілці кінематографістів. Тут вона познайомилася з відомим кіносценаристом Олексієм Каплером. Любов спалахнула одразу, але ще шість років Юлія боролася з почуттям, зберігаючи вірність чоловікові, намагаючись зберегти сім'ю. У 1960 році Друніна розлучилася з Миколою Старшиновим і, забравши доньку, пішла до Каплера, який також розлучився. Подружжя Каплера і Друніної, живучи разом 19 років, було дуже щасливим. Друніна присвятила чоловікові, своїй любові до нього, величезну кількість віршів — хоча і менше, ніж війні, але більше, ніж решті тем. Смерть чоловіка в 1979 році залишилася для Друніної непоправною втратою.
З великими надіями на краще майбутнє Юлія Друніна сприйняла перебудову кінця 1980-х. У 1990 році стала депутаткою Верховної Ради СРСР, багато виступала в періодичній пресі не тільки з віршами, але і з публіцистичними статтями, в яких з тривогою писала про те, як неоднозначно проходить перебудова, як у багатьох людей відбувається девальвація високоцінних для неї моральних і громадянських цінностей. На питання, навіщо вона балотувалася в депутатки, Друніна одного разу відповіла: «Єдине, що мене спонукало це зробити, — бажання захистити нашу армію, інтереси та права учасників Великої Вітчизняної війни та війни в Афганістані». Розчарувавшись у корисності цієї діяльності і зрозумівши, що зробити нічого суттєвого не зможе, вийшла з депутатського корпусу. У серпні 1991 року (під час путчу ГКЧП) брала участь у захисті Білого Дому. У розмові з одним з депутатів пояснила свій прихід бажанням захистити Єльцина.
Юлія Друніна покінчила з собою 21 листопада 1991 року. Основною причиною самогубства, судячи з усього, стали крах суспільних ідеалів і розвал країни.
Про Юлію Друніну
За спогадами кримського політичного діяча Леоніда Грача, Юлія Друніна, «як і багато хто в ті дні, не змогла змиритися з тим, що відбувається. Відкрила у своєму гаражі, де у неї стояв „Москвич“, вихлопну трубу і задихнулася. Знайшли її передсмертну записку, де вона просила поховати її біля чоловіка, відомого драматурга Олексія Каплера. У свій час Друніна і Каплер відпочивали в Коктебелі і ходили за 25 кілометрів на Старий Крим. Напевно, тому Друніна поховала його на Старокримському кладовищі».
На вхідних дверях дачі, в гаражі якої вона покінчила з собою, Друніна залишила записку, звернену до зятя: «Андрюша, не лякайся. Виклич міліцію і розкрийте гараж».

## Родина
- Перший чоловік (1945—1960) — поет Микола Старшинов (1924—1998)
  - дочка Олена (нар. 1946)
  - внучка Олександра (нар. 1971)
  - троє правнуків
- Другий чоловік (1960—1979) — кіносценарист Олексій Каплер (1903—1979)

## Нагороди та премії
- Державна премія РРФСР імені М. Гіркого (1975) — за книгу віршів «Не буває кохання нещасливого» (1973)
- Орден Вітчизняної війни 1-го ступеня (11 березня 1985)
- Два ордена Трудового Червоного Прапора (8 травня 1974, 8 травня 1984)
- Орден Червоної Зірки (15 жовтня 1944)
- Орден «Знак Пошани» (28 жовтня 1967)
- Медаль «За відвагу» (23 січня 1944)
- Медаль "За перемогу над Німеччиною у Великій Вітчизняній війні 1941—1945 рр .. "
- Срібна медаль імені А. А. Фадєєва (1973)
- інші медалі

## Факти
- Кримські астрономи Микола і Людмила Чорних 8 жовтня 1969 року відкрили нову малу планету, яка отримала порядковий номер 3804, і назвали її на честь Юлії Друніної.
- Олександра Пахмутова написала пісні на вірші Юлії Друніної «Похідна кавалерійська».
- Анатолій Аксенфельд придумав мелодію на вірші Юлії Друніної «Ти — поруч», яку виконала Ганна Герман.
- Андрій Петров написав пісню на вірші Юлії Друніної «На кургані». Виконували цю пісню Людмила Сенчина, Майя Кристалінська, Лідія Клемент і Гелена Великанова.
- Євген Жарковський написав пісню на вірші Юлії Друніної «Ровесниці». Виконувала пісню Інна Таланова.

## Дискографія
- 1973 — Стихотворения. Десятидюймовая виниловая пластинка (гранд) с авторским чтением стихов. 26 стихотворений (Мелодия 33Д33625-26)
- 1978 — Юлия Друнина. Стихи разных лет // Кругозор. — 1978. — № 3.
- 1981 — Глядят на нас фронтовики. Стихотворение «Качается рожь несжатая» (2 LP Мелодия — С 60-15615-16)
- 1985 — Строки огненных лет: Поэты-фронтовики читают свои стихи // Кругозор. — 1985. — № 5.

## Фільмографія
- 1972 — «Віра, Надія, Любов» (х/ф, автор текстів пісень)
- 1976 — Вечір поезії. Юлія Друніна і інші поети читають свої вірші у палаці спорту «Лужники»
- 2005 — Остання осінь Юлії Друніної (документальний фільм)
- 2014 — Більше, ніж любов. Олексій Каплер і Юлія Друніна (документальний фільм)